# Maseong-myeon
Maseong-myeon (koreanska: 마성면) är en socken i kommunen Mungyeong i provinsen Norra Gyeongsang i den centrala delen av
Sydkorea, 140 km sydost om huvudstaden Seoul.